# Institut für Sicherheit der Kernenergie
Das Institut für Sicherheit der Kernenergie (chinesisch 核能安全技术研究所, Pinyin Hénéng Ānquán Jìshù Yánjiūsuǒ) ist eines der sieben Hefeier Institute für physikalische Wissenschaften, ein Forschungszentrum der Chinesischen Akademie der Wissenschaften auf der „Wissenschaftsinsel“ (einer Halbinsel) im Stadtbezirk Luyang von Hefei, der Hauptstadt der Provinz Anhui.
Nachdem am 15. Juni 2020 mehr als 90 Institutsmitarbeiter aus Protest gegen die Amtsführung von Direktor Wu Yican kollektiv gekündigt hatten, wird das Institut nun von drei stellvertretenden Direktoren geleitet.

## Geschichte
Auf der sogenannten „Wissenschaftsinsel“ (科学岛) im Dongpu-Speichersee am nordwestlichen Stadtrand von Hefei wird seit 1973 Fusionsforschung betrieben, zunächst unter dem Dach des Anhuier Instituts für Optik und Feinmechanik, seit 1978 im neugegründeten „Institut für Plasmaphysik der Chinesischen Akademie der Wissenschaften“ (中国科学院等离子体物理研究所). 2001 wurden die Einrichtungen auf der Halbinsel zu den Hefeier Instituten für physikalische Wissenschaften vereinigt, die wiederum am 28. September 2011 begannen, zusammen mit der ebenfalls in Hefei angesiedelten Universität für Wissenschaft und Technik der Akademie der Wissenschaften ein Institut für Sicherheit der Kernenergie aufzubauen. Dort sollten die Forschungen der Akademie der Wissenschaften zur Theorie des Neutronentransports sowie zur Strahlensicherheit gebündelt werden.
Im April 2012 nahm das Institut seinen Betrieb auf.
Direktor des Instituts wurde Wu Yican (吴宜灿, * 1964), der nach seinem Studienabschluss als Diplomphysiker im Mai 1988 an der Jiaotong-Universität Xi’an dort zunächst zwei Jahre lang als Assistent gearbeitet und anschließend von September 1990 bis Dezember 1992 ein Promotionsstudium am Institut für Plasmaphysik in Hefei absolviert hatte. Über mehrere Zwischenschritte und nach jeweils einjährigen Aufenthalten als Gastwissenschaftler am Forschungszentrum Karlsruhe und dem Nationalen Institut für Fusionswissenschaft (NIFS) in Toki, Japan, war er 1998 zum stellvertretenden Direktor des Instituts für Plasmaphysik aufgestiegen, ein Posten, den er während der Aufbauphase des Instituts für Sicherheit der Kernenergie zunächst beibehielt.
Im April 2012 wechselte Wu Yican schließlich endgültig auf seine neue Arbeitsstelle.
Die fachlichen Qualifikationen von Wu Yican waren unbestritten. Man befasste sich am Institut mit Grundlagenforschung zu Neutronenphysik und Leistungsexkursion, der Sicherheit von Kernmaterial und in Kernkraftwerken eingesetzten Geräten, der Sicherheit beim Transport von Kernmaterial und radioaktivem Abfall, Strahlenschutz und Reaktorsicherheit, aber auch mit angewandter Kerntechnik. So arbeitete zum Beispiel eine Forschergruppe unter seiner Leitung seit August 2019 an einem Subminiaturreaktor im Megawatt-Bereich, der unter anderem bei Tiefraumsonden zur Erkundung der Heliopause oder der Stromversorgung der Internationalen Mondforschungsstation während der Polarnacht zum Einsatz kommen soll.
Anders als bei einem traditionellen Kernkraftwerk wird bei diesen Kleinreaktoren der elektrische Strom nicht über den Umweg einer Dampfturbine erzeugt, sondern direkt, entweder über Thermoelemente wie bereits 1965 beim Snapshot-Satelliten der United States Air Force oder mit einem magnetohydrodynamischen Generator.
Insbesondere bei letzterem Projekt zeigte sich eine problematische Verknüpfung von Interessen. Der Weltraumreaktor basiert auf einem – ebenfalls unter Wu Yicans Leitung – in Entwicklung befindlichen, mit Lastwagen transportierbaren Subminiaturreaktor des Fenglin-Kerntechnik-Konsortiums (凤麟核集团 bzw. Frontier Development of Science), eines auf das Jahr 1986 zurückgehenden Spin-off der Chinesischen Akademie der Wissenschaften; für Weltraumanwendungen musste nur noch eine Lithium-Kühlung hinzugefügt werden.
Wu Yican war der Gründer des Konsortiums in seiner heutigen Form, als Gesellschafter werden jedoch zwei seiner Mitarbeiter geführt. Die sieben Hefeier Institute für physikalische Wissenschaften besaßen ursprünglich eine relativ große finanzielle Autonomie. Nachdem jedoch am 11. Oktober 2019 Liu Jianguo (刘建国, * 1968) vom Institut für Optik und Feinmechanik zum Gesamtdirektor der Institute ernannt worden war, führte er im Mai 2020 eine Reform durch, nach der die Mittel für Forschungsprojekte bei der Hauptverwaltung beantragt werden mussten und erst nach Prüfung genehmigt wurden. Dies führte zu einer starken Reduktion bei den Ausgaben des Instituts für Sicherheit der Kernenergie, aber auch zu Unruhe in der Belegschaft.
Dazu kam noch, dass Wu Yican zunehmend Züge eines Feudalherrschers annahm, von seinen Mitarbeitern ohne Notwendigkeit Überstunden verlangte, sie zum Volleyballspielen zwang und an den Feiertagen Festveranstaltungen mit Lobpreisungen auf sich selbst veranstalten ließ, alles Dinge, die mit wissenschaftlicher Arbeit nichts zu tun hatten. Als schließlich am 15. Juni 2020 das Sicherheitspersonal des Instituts ausgewechselt wurde – es wird dort unter die Geheimhaltung fallendes Aktenmaterial aufbewahrt und es gab Probleme mit der Netzwerksicherheit –, kam es zu Handgemengen und mehr als 90 Mitarbeiter reichten kollektiv ihre Kündigung ein. Am 17. Juli 2020 stellte die Betriebszelle der Kommunistischen Partei Chinas bei der Akademie der Wissenschaften eine Sondereinsatzgruppe zusammen, die am 19. Juli in Hefei eintraf, um die Vorfälle zu untersuchen. Am 21. Juli 2020 erstatteten Vertreter der Akademie Vizepremier Liu He mündlich Bericht, der daraufhin anordnete, dass eine Kommission aus Mitarbeitern des Büros des Staatsrats (国务院办公厅), des Ministeriums für Wissenschaft und Technologie sowie der Akademie der Wissenschaften zeitnah nach Hefei reisen und die Gründe für die Massenkündigung der Institutsmitarbeiter untersuchen sollte.
In der Nacht vom 22. auf den 23. Juli 2020 wurden auf der Website des Fenglin-Konsortiums die Erwähnungen und Bilder von Wu Yican gelöscht, ebenso wie auf der Website des Instituts für Sicherheit der Kernenergie die persönliche Seite von Wu Yican, der am 22. November 2019 als Mitglied in die Chinesische Akademie der Wissenschaften berufen worden war.
Die Leitung des Instituts übernahmen drei stellvertretende Direktoren:
- Yu Jie (郁杰), ein ursprünglich auf Kernfusion spezialisierter Maschinenbau-Professor, der unter anderem am Max-Planck-Institut für Plasmaphysik in Garching bei München am ITER-Projekt mitgearbeitet hatte[19]
- Wang Rui (王锐), Beauftragter für Sicherheit und Geheimhaltung[20]
- Pei Gang (裴刚), ursprünglich Professor an der Fakultät für Thermodynamik und Kerntechnik der Chinesischen Universität für Wissenschaft und Technik in Hefei[21][2]

Yu Jie hatte seit 2016 mit Wu Yican nicht nur im Institut, sondern auch beim Fenglin-Konsortium eng zusammengearbeitet.
Dem transportablen Subminiaturreaktor des Konsortiums (核电宝, also „Atomstromschatz“) wurde im Rahmen der Neuen Seidenstraße eine hohe Bedeutung beigemessen, und auch an der Entwicklung des – abgesehen von der Kühlung sehr ähnlichen – Weltraumreaktors wurde weitergearbeitet. Am 25. August 2022 bestand letzteres Projekt problemlos eine Bewertung der Zwischenergebnisse durch eine vom Ministerium für Wissenschaft und Technologie zusammengestellte Expertenkommission. Die Projektleitung – mittlerweile sind mehr als 40 Einrichtungen inklusive des Fenglin-Konsortiums beteiligt – unterliegt nun jedoch nicht mehr dem Institut für Sicherheit der Kernenergie, sondern den Hefeier Instituten für physikalische Wissenschaften als übergeordnete Ebene.

## Struktur
Das Institut für Sicherheit der Kernenergie besitzt neben der Verwaltung und dem Technikzentrum (公共技术中心), das über von allen Wissenschaftlern genutzte Großgeräte wie Elektronenmikroskope verfügt, vier über die Halbinsel verteilte Fachabteilungen:
- Kernmaterial und strukturelle Sicherheit (核材料与结构安全研究室): moderne Kernbrennstoffe mit hohem Abbrand und hoher Wärmeleitfähigkeit, korrosions- und strahlungsbeständige Baumaterialien, Abschirmung von Neutronenstrahlung, Neutronenmultiplikation, thermoelektrische Materialien.[24][25]
- Reaktor- und Systemsicherheit (反应堆与系统安全研究室): Entwicklung von Flüssigmetallreaktoren, Klein-, Miniatur- und Subminiaturreaktoren.[26][27]
- Strahlenschutz und Umweltsicherheit (辐射防护与环境安全研究室): Entwicklung von Mikroreaktoren. Die Abteilung verfügt in einer Außenstelle über eine auf Deuterium-Tritium-Fusion basierende Neutronenquelle, die für Röntgenuntersuchungen, Neutronenaktivierungsanalyse und strahlenbiologische Forschungen genutzt wird.[28][29]
- Notfallschutz und öffentliche Sicherheit (核应急与公共安全研究室): Reaktorsteuerung, Simulation von Störfällen an digitalen Reaktormodellen, Notfallmaßnahmen, Neutronendetektoren.[30][31]

Anfang 2022 hatte das Institut gut 200 Mitarbeiter, darunter 10 Wissenschaftsräte im Rang von ordentlichen Professoren (研究员) und 39 stellvertretende Wissenschaftsräte im Rang von außerordentlichen Professoren (副研究员).
Versuche, den Personalverlust durch die Massenkündigung im Juni 2020 durch die Anwerbung von Hochschulabsolventen und Postdoktoranden wieder auszugleichen, dauerten im Januar 2023 noch an.
Das Institut für Sicherheit der Kernenergie ist Teil des „Campus Wissenschaftsinsel“ (科学岛分院) der Chinesischen Universität für Wissenschaft und Technik und nahm im Studienjahr 2022/2023 auch Studenten auf. Voraussetzung für einen Studienplatz in einer Einrichtung der Akademie der Wissenschaften ist mindestens ein Vordiplom.